# Salomé, Nord
Salomé är en kommun i departementet Nord i regionen Hauts-de-France i norra Frankrike. Kommunen ligger i kantonen La Bassée som tillhör arrondissementet Lille. År 2022 hade Salomé 3 116 invånare.

## Befolkningsutveckling
Antalet invånare i kommunen Salomé
| Referens: INSEE |